# Олександрівська сільська рада (Красногвардійський район)
Олекса́ндрівська сільська́ ра́да — адміністративно-територіальна одиниця та орган місцевого самоврядування у Красногвардійському районі Автономної Республіки Крим. Адміністративний центр — село Олександрівка.

## Загальні відомості
- Населення ради: 2 973 особи (станом на 2001 рік)

## Населені пункти
Сільській раді підпорядковані населені пункти:
- с. Олександрівка
- с. Краснодарка
- с. Тимашівка

## Склад ради
Рада складається з 16 депутатів та голови.
- Голова ради: Запорожець Анатолій Андрійович
- Секретар ради: Курило Наталя Михайлівна

### Керівний склад попередніх скликань
| Прізвище, ім'я, по батькові    | Основні відомості                                                                       | Дата обрання | Дата звільнення |
| ------------------------------ | --------------------------------------------------------------------------------------- | ------------ | --------------- |
| Главатий Віталій Іванович      | Сільський голова, 1952 року народження, безпартійний                                    | 26.03.2006   | 20.02.2010      |
| Каплан Алла Олексіївна         | Сільський голова, 1966 року народження, освіта середня спеціальна, член Партії регіонів | 20.06.2010   | 31.10.2010      |
| Каплан Алла Олексіївна         | Сільський голова, 1966 року народження, освіта середня спеціальна, член Партії регіонів | 31.10.2010   | 22.01.2012      |
| Запорожець Анатолій Андрійович | Сільський голова, 1958 року народження, освіта середня спеціальна, член Партії регіонів | 22.01.2012   |                 |

Примітка: таблиця складена за даними сайту Верховної Ради України

### Депутати
За результатами місцевих виборів 2010 року депутатами ради стали:

#### За суб'єктами висування
| Суб'єкт висування                 | Кількість обраних депутатів | %    |
| --------------------------------- | --------------------------- | ---- |
| Самовисування                     | 15                          | 93,8 |
| Політична партія «Руська Єдність» | 1                           | 6,3  |

#### За округами
| № округу                          | Прізвище, ім'я, по батькові  | Дата визнання обраним | Освіта             | Партійна приналежність | Відомості про обраного депутата                              |
| --------------------------------- | ---------------------------- | --------------------- | ------------------ | ---------------------- | ------------------------------------------------------------ |
| Політична партія «Руська Єдність» |                              |                       |                    |                        |                                                              |
| 2                                 | Ісачкіна Ірина Григорівна    | 05.11.2010            | вища               | позапартійна           | Олександрівська сільська рада, землевпорядник                |
| Самовисування                     |                              |                       |                    |                        |                                                              |
| 1                                 | Омельченко Зоя Борисівна     | 05.11.2010            | середня            | член Партії регіонів   | пенсіонер                                                    |
| 3                                 | Курило Наталя Михайлівна     | 05.11.2010            | середня            | позапартійна           | Олександрівська сільська радда, бухгалтер                    |
| 4                                 | Шуліка Світлана Миколаївна   | 05.11.2010            | середня            | позапартійна           | Красногвардійське РПО, продавець                             |
| 5                                 | Філь Наталія Борисівна       | 05.11.2010            | середня            | позапартійна           | тимчасово не працює                                          |
| 6                                 | Шевченко Світлана Іванівна   | 05.11.2010            | середня            | позапартійна           | Красногвардійське РПО, завідувачка магазину с. Олександрівка |
| 7                                 | Мельник Алла Степанівна      | 05.11.2010            | середня            | член Партії регіонів   | фельдшерсько-акушерський пункт с. Тимашівка, завідувачка     |
| 8                                 | Бондар Наталія Василівна     | 05.11.2010            | середня            | член Партії регіонів   | ДПДТ КУАПВ с. Клепініне, завскладом                          |
| 9                                 | Гайдук Людмила Миколаївна    | 05.11.2010            | середня            | член Партії регіонів   | тимчасово не працює                                          |
| 10                                | Відерман Ірина Володимирівна | 05.11.2010            | середня            | позапартійна           | тимчасово не працює                                          |
| 11                                | Главата Олена Володимирівна  | 17.09.2012            | середня спеціальна | позапартійна           | Олександрівська сільська рада, інспектор ВОС                 |
| 12                                | Каділкіна Людмила Михайлівна | 05.11.2010            | середня            | позапартійна           | тимчасово не працює                                          |
| 13                                | Сітко Тетяна Сергіївна       | 05.11.2010            | середня            | член Партії регіонів   | Тимашівський магазин приватне підприємство, продавець        |
| 14                                | Дубовицька Алла Сергіївна    | 05.11.2010            | середня            | позапартійна           | будинок культури с. Тимашівки, прибиральниця                 |
| 15                                | Матюх Оксана Вікторівна      | 05.11.2010            | середня            | член Партії регіонів   | тимчасово не працює                                          |
| 16                                | Булига Віктор Михайлович     | 05.11.2010            | середня            | позапартійний          | тимчасово не працює                                          |